# 伊曼紐爾·維里科夫斯基
伊曼紐爾·維里科夫斯基（俄语：Иммануи́л Велико́вский）俄裔美籍精神分析学家、作家和灾变论者，作品包括1950年出版的美国畅销书《碰撞中的世界》等，提供了关于古代历史的伪历史解释。维利科夫斯基的研究经常被引用为伪科学的典型案例，并被用来解释划界问题。